# Diedersdorf (Großbeeren)
Diedersdorf ist ein Ortsteil von Großbeeren im Landkreis Teltow-Fläming in Brandenburg.

## Geschichte und Etymologie

### 14. Jahrhundert bis 17. Jahrhundert

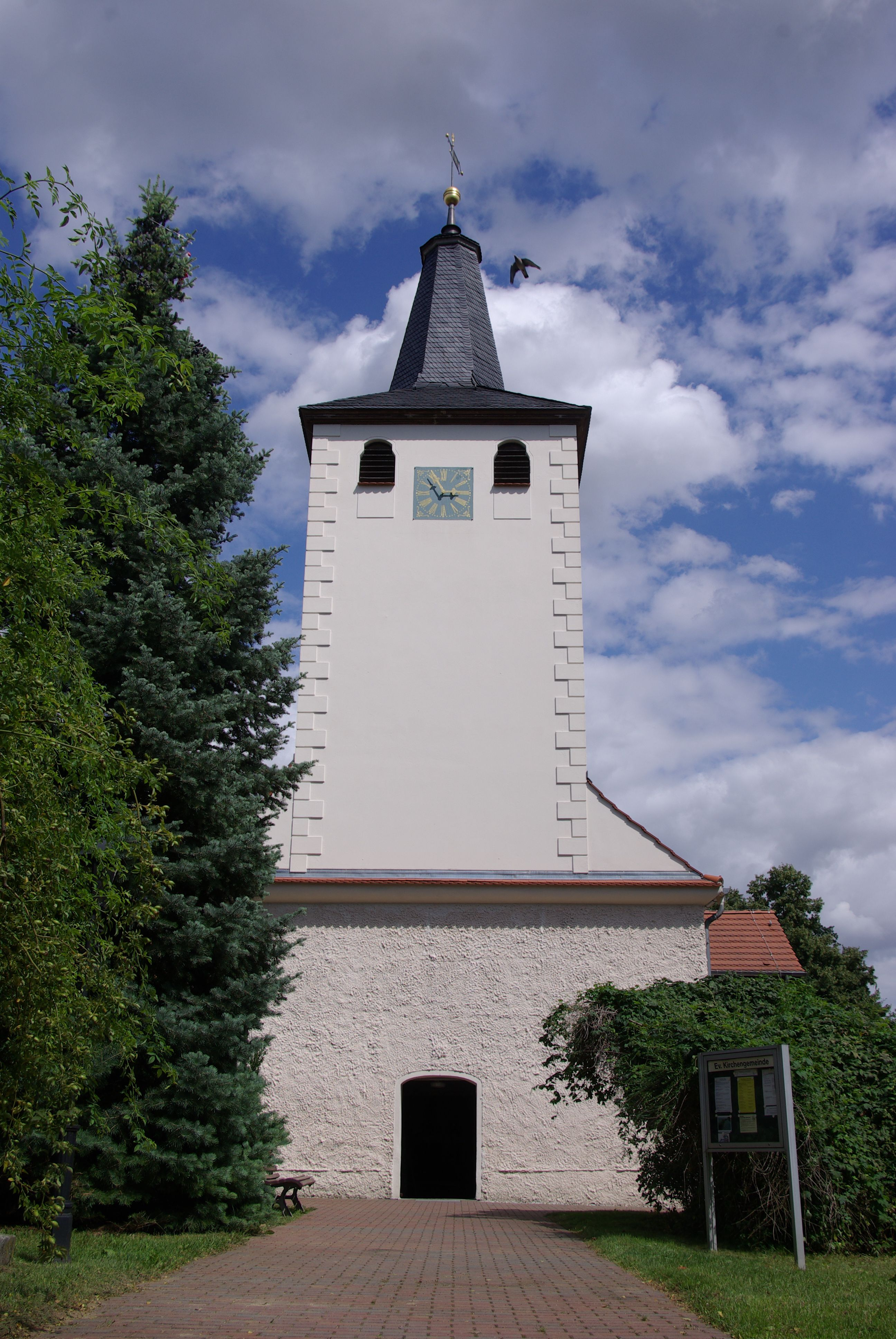
Dorfkirche Diedersdorf

Diedersdorf wurde erstmals 1375 als Dyderickstorp im Landbuch Karls IV. urkundlich erwähnt. Weitere Schreibweisen waren Diderikstorf, Ditterichstorff und Dytterichstorff. Der Rundling war zu dieser Zeit bereits als Rittersitz mit einer Größe von 53 Hufen verzeichnet, davon hielt der Pfarrer drei Hufe. Im Ort lebten 19 Kötter; es gab einen Krug sowie eine Mühle. Die Herkunft des Namens ist bislang nicht bekannt, es gilt aber als wahrscheinlich, dass der Ort im Zuge der Deutschen Ostsiedlung entstand. Erzbischof Dietrich von der Schulenburg belehnte in der Urkunde die Schenken von Sydow mit dem Ort, die es an einen Peter von Seden mit acht Hufen weiterverliehen. Im Zuge des Konzils von Konstanz erhielt Friedrich I. im Jahr 1415 die Würde des Markgrafen und Kurfürsten von Brandenburg. Die neuen Machtverhältnisse wirkten sich auch auf Diedersdorf aus: Der Ort blieb als markgräfliches Lehen bei den Schenken von Landsberg, die Diderichstorff wiederum vor 1450 an die Familie von Bettin(Boytin) weitergaben. Der Ort war zu dieser Zeit 52 Hufen bei drei Pfarrhufen groß. Es gab 18 besetzte Hufe, während „die anderen treiben die Herren und sind wüst“. Neben dem Krug und der Mühle gab es weiterhin neun Kötter. Aus der Familie derer von Boytin trat insbesondere Balthasar Boytin hervor, der im Zuge des Berliner Unwillen dem Kurfürsten zur Seite stand. Hiltrud und Carsten Preuß vermuten in ihrem Werk „Die Guts- und Herrenhäuser im Landkreis Teltow-Fläming“, dass die Familie deshalb in den Adelsstand erhoben wurde: Sie erschienen um 1600 im Matrikel der Ritterschaft. 1608 war der Rittersitz 14 Hufe groß. 1624 gab es neun Hufner, zusammen mit dem Müller elf Kötter, einen Pachtschäfer, einen Hirten, einen Schmied, anderthalb Paare Hausleute sowie die Schäferknechte. Von den 40 bewirtschafteten Hufen gingen vier ab, die von C(K)aspar von Bettin freigewilligt, d. h. von jeglichen Abgaben befreit wurden. Im Dreißigjährigen Krieg starben die von Bettin aus und das Dorf wurde schwer verwüstet. 1652 lebten lediglich noch ein Schulze mit einem Knecht, ein Bauer sowie 13 Kötter im Ort. Der Besitz wechselte von 1645 bis 1669 an die Familie derer von Thümen, kurzzeitig über die Witwe Thümen an die von Beer, von Großdorf und von Zabeltitz. Dann wurde es bis 1691 an die Familie von der Goltz weitergaben. Von dort gelangte es 1692 zur Familie von der Marwitz. Die Urkunden verzeichnen zu dieser Zeit einen Rittersitz mit Wohnhaus und weiteren Gebäuden. Es gab Gärten, ein Schäfer- und ein Wohnmeisterhaus, ein Meierhaus, ein Müllerhaus sowie eine Windmühle. Außerdem wurde der Weinanbau auf zwei Erhebungen kultiviert. Das Rittergut war 14 Hufe mit vier freigewilligten Hufen groß. Der Schulze besaß drei Hufe; es gab acht Vierhufner (davon sechs wüst). Ein weiterer wüst gefallener Hof wurde als Schäferei genutzt. Daneben lebten zehn Kötter und ein Schmied in Diedersdorf. Von den fünf nach wie vor wüst gefallenen Köttern ist eine in ein Vorwerk gezogen.

### 18. Jahrhundert

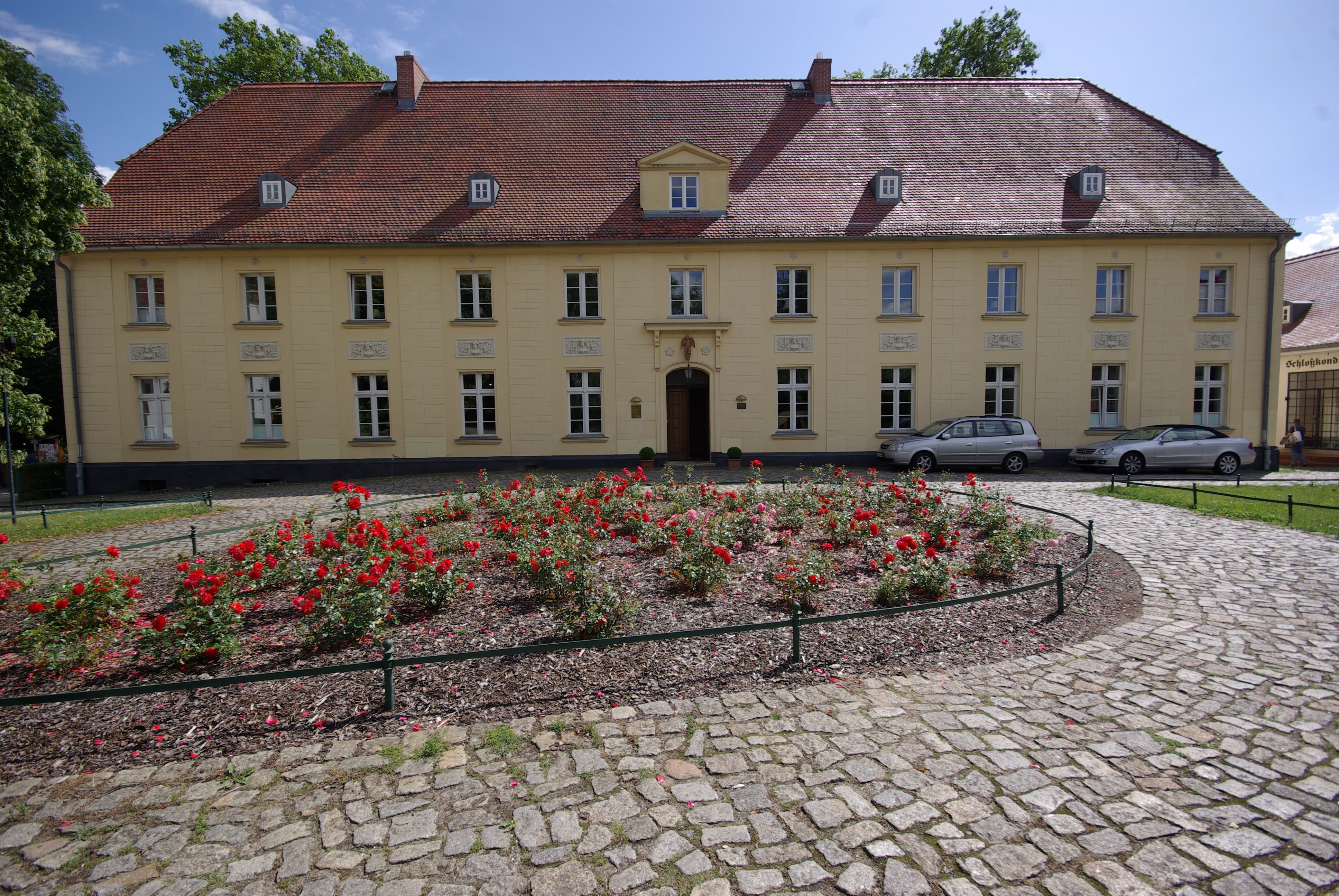
Gutshaus Diedersdorf

Unter dem Kirchenpatronat des Johann Sigismud von der Marwitz wurde die Dorfkirche Diedersdorf in den Jahren 1710 bis 1712 um einen Kirchturm sowie eine Patronatsloge erweitert. Eine Wetterfahne mit der Jahreszahl 1711 und den Anfangsbuchstaben des Patrons sowie dem Wappen seiner Familie erinnert an diese Erweiterung. Im Ort lebten zu dieser Zeit vier Hufner, elf Kötter, ein Müller, ein Hirte, ein Schmied, ein Schäfer sowie ein großer und kleiner Knecht. Sie mussten für die 36 von ihnen bewirtschafteten Hufe je acht Groschen Abgaben an die von der Marwitz zahlen. Aus dem Jahr 1745 sind vier Bauern, elf Kötter, ein Krug sowie eine Windmühle überliefert. Mitte des 18. Jahrhunderts ist der Rittmeister Otto von der Marwitz (1701–1757) Herr auf Diedersdorf. 1754 starb der Nachfolger Christian von der Marwitz, woraufhin seine Erben, u. a. der im Ort geborene spätere Generalmajor Otto Sigismund Albrecht Alexander von der Marwitz, das Gut im Jahr 1774 an Ernst Bogislav von Bandemer verkauften. Kurz zuvor, im Jahr 1771 erschienen in einer Urkunde 15 Giebel (=Wohnhäuser), ein Müller, ein Schmied, ein Hirte, zwei Paar Hausleute, der Schäfer sowie erneut ein großer und ein kleiner Knecht. Sein Sohn, Ernst Friedrich Wilhelm von Bandemer, übernahm 1793 das Gut, nachdem sein Vater 1790 verstarb. Von 1798 bis 1800 entstand auf dem Fundament eines Vorgängerbaus ein neues Gutshauses Diedersdorf.

### 19. Jahrhundert
Das Engagement von Ernst Friedrich dauerte jedoch nicht lange, denn bereits 1803 verkaufte der das Gut an den Obristen von Meyerinck. Er hatte offenbar kein Geschick, denn er musste nach drei Jahren Konkurs anmelden; Diedersdorf wurde zwangsversteigert und gelangte so an Ernst Friedrich Wilhelm von Bandemer zurück, der anschließend eine politische Karriere einschlug und von 1819 bis 1822 Landrat des Kreises Teltow wurde. Anschließend besaß nach neuester Quellenlage Oberstleutnant Ernst Bogislav von Bandemer das Gut. Nachfolgend dessen Sohn Major a. D. Bogislav Hans Gotthold von Bandemer (1769–1840), welcher sich auch kurz sogar als Postmeister in Quedlinburg verdingte. Nach seinem Tod übernahm wohl wieder Ernst Friedrich Wilhelms Tochter, Marie Friederike Caroline Henriette von Bandemer im Jahr 1848 das Gut. Es verfügte zu dieser Zeit im Jahr 1840 im Dorf und Rittergut insgesamt 31 Wohngebäude. Als Marie 1854 unverheiratet starb, wurde Dorf und Gut entsprechend ihrem letzten Willen in eine Stiftung überführt. Sie hatte zum Ziel, ledige Offizierstöchter, die älter als 40 Jahre waren, zu unterstützen. 1860 gab es im Dort zwei öffentliche, sowie 16 Wohn- und 46 Wirtschaftsgebäude, darunter eine Getreidemühle. Im Rittergut gab es 19 Wohn- und 14 Wirtschaftsgebäude. Insgesamt wurden im Dorf 2015 Morgen bewirtschaftet. Sie entfielen auf 1362 Morgen Ackerland, 533 Morgen Wiese, 100 Morgen Gartenland sowie 20 Morgen Gehöfte. Im Rittergut wurden 3647 Morgen bewirtschaftet: 1440 Morgen Wald, 1992 Morgen Acker, 200 Morgen Wiese, 5 Morgen Gartenland sowie 10 Morgen für die Gehöfte. Das 1879 erstmals veröffentlichte Standardwerk der Generaldressbücher der Ritterguts–und Gutsbesitzer für Preußen und die Provinz Brandenburg nennt 954,88 ha. Diedersdorf war damals schon verpachtet, an Oberamtmann Lüdecke mit Wohnsitz in Diedersdorf und Berlin, Eigentümerin Frau Schweitzer. Als Vorerbin trat die Gesellschafterin der Stiftung, Bertha Schweitzer, auf. Sie starb 1893 und die „Friedericke Amalie von Bandemersche-Offizierstöcher-Stiftung“ nahm ihre Arbeit auf.

### 20. und 21. Jahrhundert
Im Jahr 1900 gab es im Dorf 47 Häuser, im Rittergut 15. Die Stadt Berlin kaufte 1901 das Gut einschließlich des aus dem 18. Jahrhundert stammenden ehemaligen Gutshauses. Sie konnte damit die Berliner Rieselfelder mit den Flächen aus dem benachbarten Osdorf verbinden und ebenfalls zur Verrieselung von Abwässern nutzen. Dies bestätigt das Landwirtschaftliche Adressbuch und weist für das immer noch mit dem Status eines Rittergutes stehende Diedersdorf zusammen mit Birkholz den Pächter Karl Liepmann aus. Der Direktor der Berliner Stadtgüter, Heinrich Ruths, wohnte von 1919 bis 1933 im Gutshaus; anschließend wurde es an Gisela Gueiter verpachtet. Im Gutsbezirk direkt lebten 14 Angestellte, vom Gespannführer, über den Gutsgärtner bis hin zum Arbeiter, insgesamt mit Familien 143 Personen. Im Ort unmittelbar 417 Einwohner, davon 204 weiblich. Später wurden nach der Kommunalgesetzgebung die Gutsbezirke mit den Landgemeinden zu einem gemeinsamen Ort fusioniert. 1939 gab es im Ort neun land- und forstwirtschaftliche Betriebe mit einer Größe von 20 bis 100 Hektar. Hinzu kamen elf weitere Betriebe mit einer Fläche von 10 bis 20 Hektar, fünf Betriebe mit einer Fläche von 5 bis 10 Hektar sowie 14 Betriebe, die lediglich 0,5 bis 5 Hektar bewirtschafteten.
Im Zweiten Weltkrieg wurde das Gutshaus nicht beschädigt. Allerdings wurden 24 Hektar Fläche enteignet und 22 Hektar hiervon auf 21 Neubauern verteilt. Um 1950 waren im Gebäude acht Landarbeiterfamilien untergebracht; die Ausstattung im Gutshaus ging verloren. Die Bauern gründeten 1953 eine LPG Typ I, die bis 1961 auf 17 Mitglieder anwuchs, die wiederum insgesamt 109 Hektar landwirtschaftliche Nutzfläche bewirtschafteten. 1966 erfolgte der Zusammenschluss mit der LPG Typ III in Blankenfelde. 1973 gründete sich ein VEB Backwaren; es entstand das Lehr- und Versuchsgut Großbeeren mit seinem Betriebsteil in Diedersdorf. Im Keller des Gutshauses gab es zeitweilig eine Gaststätte. Die darüberliegenden Räume wurden von einem volkseigenen Gut genutzt und teilweise umgebaut. 1982 wurde das Gutshaus unter Denkmalschutz gestellt; für eine erforderliche Sanierung fehlten jedoch die finanziellen Mittel.
Nach der Wende übernahm ein privater Investor im Jahr 1990 das Gutshaus. Nach umfangreichen Umbauarbeiten werden das Gutshaus sowie seine Nebengebäude im 21. Jahrhundert als Hotel und Restaurant genutzt. Die Gemeinde Diedersdorf verlor am 31. Dezember 2001 durch Eingemeindung zur Gemeinde Großbeeren ihre politische Selbstständigkeit.

## Wappen
Blasonierung: „Schräglinks geteilt von Blau und Gold; belegt oben von einem nach links gewendeten silbernen Halbmond, durchbohrt von einem schräglinken silbernen Pfeil, unten von einer schräglinken grünen Ähre.“
Das Diedersdorfer Wappen wurde am 27. Dezember 2001 genehmigt, nur wenige Tage vor der Eingemeindung von Diedersdorf nach Großbeeren am 31. Dezember 2001.

## Bevölkerungsentwicklung
| Jahr      | 1734 | 1771 | 1800 | 1817 | 1840 | 1858               | 1895 | 1925 | 1939 | 1946 | 1964 | 1971 |
| Einwohner | 193  | 194  | 211  | 196  | 225  | Dorf: 132, Gut: 98 | 544  | 560  | 575  | 618  | 475  | 451  |

Das obere blaue Feld mit dem vom Pfeil durchbohrten Halbmond zeigt das Wappen der Adelsfamilie von Bettin, die von 1450 bis 1644 Dorf und Rittergut besaßen, während das untere Feld die Landwirtschaft als wichtigsten Erwerbszweig symbolisiert.
Mit diesem noch kurz vor der Gemeindefusion von Diedersdorf und Großbeeren genehmigten eigenen Diedersdorfer Wappen existieren heute zwei Wappen innerhalb des Gemeindegebietes von Großbeeren. Das eine ist das erwähnte Wappen des Ortsteils Diedersdorf. Das zweite Wappen ist das von Großbeeren (genehmigt Ende 1999, Wappen- und Fahnenweihe am 31. Dezember 1999), das auch gleichzeitig für die Gesamtgemeinde Großbeeren gilt.
Die Ortsteile Kleinbeeren und Heinersdorf besitzen keine eigenen Wappen. Dies wäre jeweils nur vor der Fusion mit Großbeeren (Kleinbeeren 1950 und Heinersdorf 1999) möglich gewesen.

## Persönlichkeiten
- Christian von der Marwitz (1705–1775), preußischer Landrat
- Hans Liepmann (1901–1991), Jagdschriftsteller

## Sehenswürdigkeiten

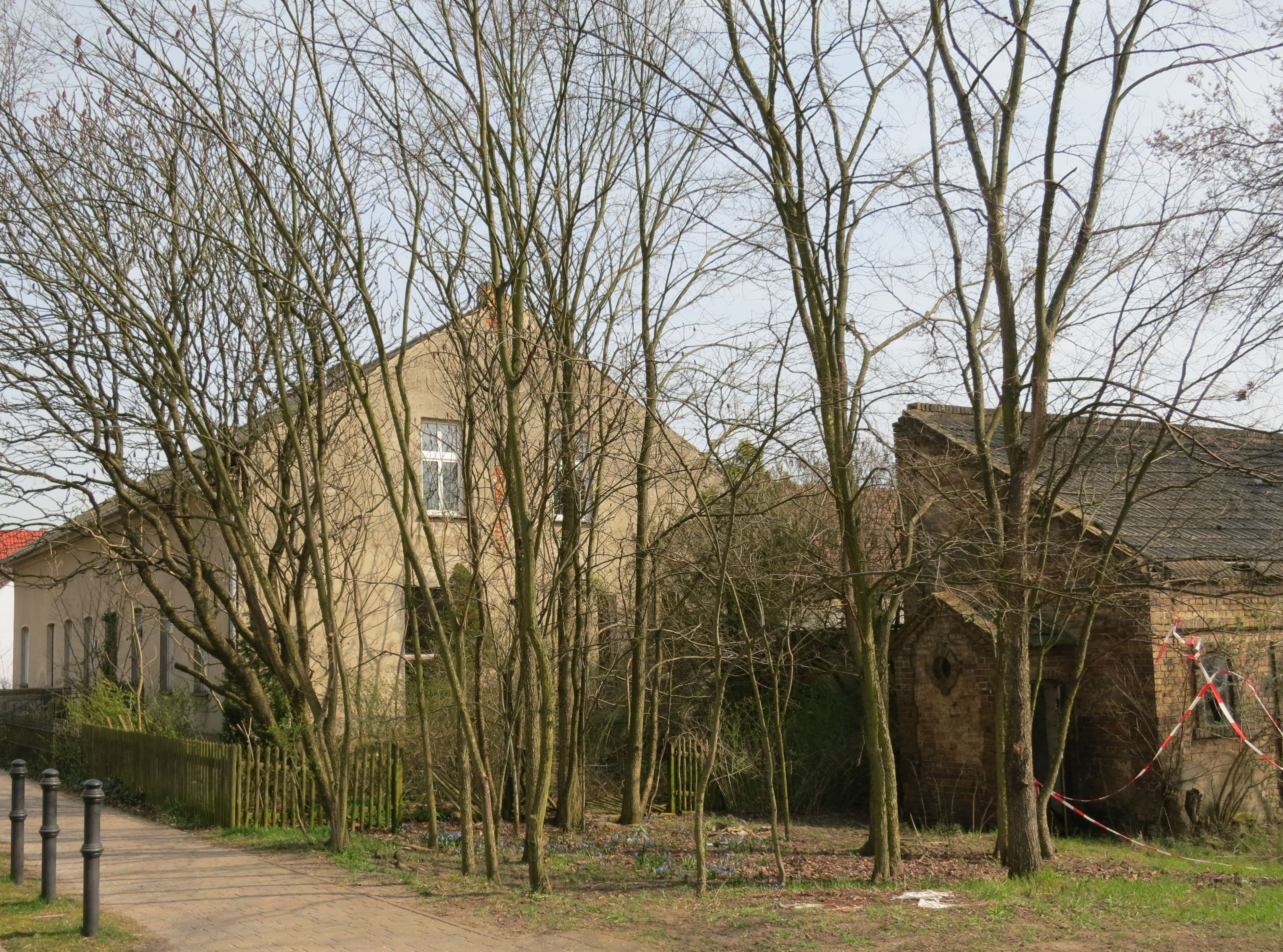
Gehöft in der Dorfstraße 23

- Die Dorfkirche Diedersdorf entstand vermutlich in der ersten Hälfte des 14. Jahrhunderts aus Feldsteinen. Diese wurden zu einem späteren Zeitpunkt verputzt. In den Jahren 1710 und 1712 errichtete die Kirchengemeinde den Dachturm aus Fachwerk und vergrößerte den südlichen Logenanbau. Im Innern stehen unter anderem eine Kanzel und eine Fünte aus dem Ende des 19. Jahrhunderts.
- Überregional bekannt ist das Gutshaus Diedersdorf (umgangssprachlich auch als „Schloss“ bezeichnet), das dem Adelsgeschlecht derer von Bandemer gehörte und im 21. Jahrhundert als Hotel sowie Restaurant genutzt wird. Mehrere Jahre war der Gutshof Veranstaltungsort der Fernsehsendung Musikantenscheune. Die Heimatstube Diedersdorf verfügt über ein Museum über das frühere bäuerliche Leben in der Region.
- Das Gehöft in der Dorfstraße 23 steht unter Denkmalschutz.
- Teile des Landschaftsschutzgebiets Diedersdorfer Heide und Großbeerener Graben gehören zum Ortsteil.

## Verkehr
Diedersdorf liegt am Berliner Außenring. Der Bahnhof Diedersdorf ist lediglich Betriebsbahnhof; die Züge passieren den Bahnhof ohne Halt.
Diedersdorf liegt an der L40, welche Diedersdorf mit Großbeeren und Blankenfelde verbindet. Weiter wird Diedersdorf werktags durch die Buslinien 704 und 720 der Verkehrsgesellschaft Teltow-Fläming angefahren. Diese fahren zwischen 5:00 und 18:00 Uhr unter anderem nach Teltow, Großbeeren, Ludwigsfelde und Blankenfelde.